# Oenanthe lachenalii
Oenanthe lachenalii es una especie de planta herbácea perteneciente a la familia de las apiáceas. Es originaria de la región del Mediterráneo.

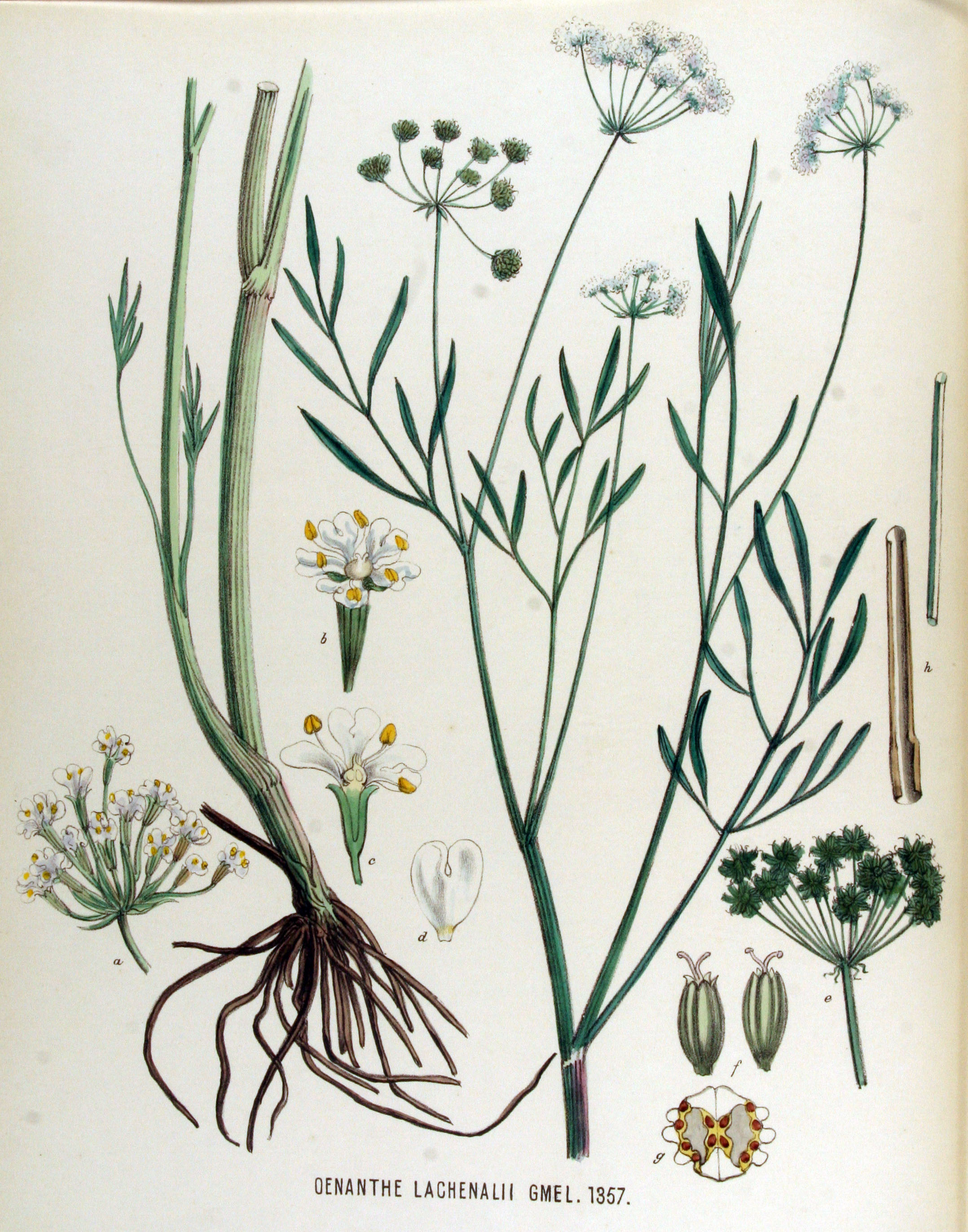
Ilustración

## Descripción
Es una planta herbácea que puede alcanzar el metro de altura y que vive en suelos salinos que se inundan, en medio de juncos y cañas. Se trata de una umbelífera de flores blancas, pues es fácil de identificar entre los herbazales. Las hojas están divididas en segmentos muy estrechos. Se puede diferenciar de Oenanthe globulosa, que es más frecuente, porque los radios de las umbelas no son tan gruesos y su número es mayor, más de 7, además es una planta más alta. Florece en verano.

## Distribución y hábitat
Se encuentra en la región del Mediterráneo  en junqueras sobre suelos húmedos, suelos subhalófilos cerca del litoral y márgenes de acequias. 

## Taxonomía
Oenanthe lachenalii fue descrita por Carl Christian Gmelin y publicado en Fl. Bad. 1: 678 1805.
Etimología
Oenanthe: nombre genérico que deriva del griego oinos = "vino", para una planta de olor a vino, y el nombre griego antiguo para alguna planta espinosa.
lachenalii; epíteto otorgado en honor del botánico suizo Werner de Lachenal (1736-1800).
Citología
Número de cromosomas de Oenanthe lachenalii (Fam. Umbelliferae) y táxones infraespecíficos: 2n=22.
Sinonimia
- Oenanthe media Merino[5]
- Oenanthe rhenana DC. in Lam. & DC. [1815, Fl. Franç., éd. 3, 5 : 506]
- Oenanthe pimpinelloides L. [1754, Fl. Angl. : 13] [1754] non L. [1753]
- Oenanthe megapolitana Willd. [1809, Ges. Naturf. Freunde Berlin Mag. Neuesten Entdeck. Gesammten Naturk., 3 : 297]
- Oenanthe marginata Vis. [1850, Fl. Dalm., 3 (1) : 38]
- Oenanthe jordanii Ten. [1824,1829, Fl. Nap., 3 : 316]
- Oenanthe gymnorhiza Brign. [1810, Fasc. Rar. Pl. Forojul. : 21]
- Oenanthe approximata Mérat [1812, Nouv. Fl. Env. Paris, éd. 1 : 115]
- Selinum lachenalii (C.C.Gmel.) E.H.L.Krause in Sturm [1904, Fl. Deutschl., ed. 2, 12 : 94] non C.C.Gmel. [1805]
- Phellandrium tabernaemontani Bubani[7]

## Nombre común
- Castellano: acibuchas, acibutas, hinojo acuático.[5]